# Armen Ambarcumjan
Armen Ambarcumjan (bułg. Армен Амбарцумян; orm. Արմեն Համբարձումյան, Armen Hambarcumian; ur. 18 lutego 1978 w Płowdiwie) – bułgarski piłkarz pochodzenia ormiańskiego występujący na pozycji bramkarza.

## Kariera klubowa
Ambarcumjan karierę rozpoczynał w Sokole Komatewo. W 1997 roku został zawodnikiem drugoligowej Maricy Płowdiw, a w 1998 roku przeszedł do pierwszoligowego Botewu Płowdiw. Jego barwy reprezentował do końca sezonu 2000/2001. Następnie grał w Marku Dupnica, Sławii Sofia oraz cypryjskich drużynach Doxa Katokopia i Enosis Neon Paralimni. W 2010 roku wrócił do Botewu Płowdiw, występującego już w trzeciej lidze. W sezonie 2010/2011 awansował z nim do drugiej ligi, a po sezonie 2011/2012, zakończył karierę.

## Kariera reprezentacyjna
W reprezentacji Armenii Ambarcumjan zadebiutował 7 czerwca 2002 w wygranym 2:0 towarzyskim meczu z Andorą. W latach 2002–2004 w drużynie narodowej rozegrał 8 spotkań.